# Beaverton (Oregon)
Beaverton é uma cidade localizada no estado norte-americano de Oregon, no Condado de Washington. O seu nome significa, literalmente, "cidade dos castores".

## Demografia
Segundo o censo norte-americano de 2000, a sua população era de 76.129 habitantes. 
Em 2006, foi estimada uma população de 89.643 habitantes, um aumento de 13.514 (17.8%).

## Geografia
De acordo com o United States Census Bureau tem uma área de 
42,3 km², dos quais 42,3 km² cobertos por terra e 0,0 km² cobertos por água. Beaverton localiza-se a aproximadamente 57 m acima do nível do mar.

## Localidades na vizinhança
O diagrama seguinte representa as localidades num raio de 8 km ao redor de Beaverton. 